# Josip Antun Ćolnić
Josip Antun Ćolnić (Vivodina kraj Jastrebarskog, 11. ožujka 1699. – Đakovo, 17. veljače 1773.), je bio posljednji biskup Đakovačko-bosanske biskupije (1751. – 1773.) i veliki župan Požeške županije.

## Životopis
Josip Antun Ćolnić rođen je u Vivodini kraj Jastrebarskog, 11. ožujka 1699. godine. Studirao je u Zagrebu te je pitomac hrvatskog kolegija u Beču (lat. Collegium Croaticum Viennense). U Rimu je studirao skupa s Danielom Farlatijem, talijanskim isusovcem i povjesničarom. Za svećenika je zaređen 30. kolovoza 1722. godine u Rimu. 
obnašao je dužnost župnog vikara u Varaždinu, Martijanecu i Maruševcu. Bio je župnik u Brdovcu 1725. godine te zagrebački kanonik 1728. Kao najmlađi kanonik obnašao je službu rektora Bolonjskog kolegija (1728. – 1732.) te postaje arhiđakon vrbovečki i dubički zapovjednik. U razdoblju od 1737. do 1739., za vrijeme rata s Turcima, bio je sisački zapovjednik. Vraća se u Zagreb u kolovozu 1739. i postaje katedralni arhiđakon, potom kanonik lektor. Carica Marija Terezija ga 30. srpnja 1751. imenuje Đakovačko-bosanskim biskupom, a 20. ožujka naredne godine je njegovo imenovanje potvrđeno. Za biskupa je zaređen 9. srpnja 1752. godineu Ajošu. Glavni posvetitelj bio je kaločki nadbiskup Franjo II. Klobušicki, a suposvetitelji bili su mu njegovi susjedi, koadjutor srijemskog biskupa Ladislava Szörenyja Nikola Đivović i Đuro Klimo, pečuški biskup. 
Biskup Ćolnić je tada zatekao četiri župe (Đakovo, Gorjani, Vrpolje i Vrbicu) kojima su upravljali franjevci. Odlukom carskog dvora, iz 1754. godine, franjevci su morali predati upravu župa svjetovnom svećenstvu što je i učinjeno. Tada započinje s osnivanjem novih župa u Semeljcima (1754.), Trnavi i Piškorevcima (1758.), te u Punitovcima (1767.) 
Dao je popraviti i pokriti drevnu crkvu sv. Bartola u Novim Mikanovcima (1751.), potom je započeo graditi crkve u svojoj biskupiji. Godine 1752. kupuje u Trnavi posjed gdje gradi ljetnu rezidenciju te podiže biskupijske vinograde. Nove crkve gradi u mjestima: Mrzoviću (1760.), Đurđancima (1762.), Ivanovcima (1766.), Tomašancima (1769.), Starim Mikanovcima (1769.) i Piškorevcima (1769.) 
Obnavlja katedralnu crkvu i podiže novu biskupsku rezidenciju. Godine 1753. daje porušiti istočni dio srednjovjekovnih zidina te na njihovim temeljima izgrađuje novu rezidenciju koja i danas stoji te skupa sa Strossmayerovom katedralom zatvara jednu stranu trga. Gradnja je trajala do 1761. kada je napravljena biskupska kapela. U svojoj biskupiji je posalo naredbu kako se u župama moraju voditi matice. U Ðakovu je utemeljio 1751. prvu javnu pučku školu, a također je jedan od zaslužnijih za osnivanje gimnazije u Osijeku. 14. veljače 1773. kada je podjeljivao biskupsko posvećenje zagrebačkom biskupu Josipu Galjufu teško se razbolio te je nakon tri dana i umro. Pokopao ga je biskup Galjuf na Čistu srijedu, 17. veljače 1773.
Bio je veliki prijatelj s talijanom Danieleom Farlatijem koji je njegovu nadopunu povijesti biskupije i autobiografiju uvrstio u svoje djelo "Illyricum sacrum". Drugu autobiografiju je krenuo pisati 1760. u Knjizi vizitacija Bosansko-đakovačke biskupije (lat. "Liber Visitationis Episcopatus Bosnensis seu Deakovariensis"). Osnovna škola u Đakovu danas nosi njegovo ime.